# Pterostichus protensipennis
Pterostichus protensipennis är en skalbaggsart som beskrevs av Thomas Casey. Pterostichus protensipennis ingår i släktet Pterostichus och familjen jordlöpare. Inga underarter finns listade i Catalogue of Life.